# Club sportif Grevenmacher
 (mars 2017).
Si vous disposez d'ouvrages ou d'articles de référence ou si vous connaissez des sites web de qualité traitant du thème abordé ici, merci de compléter l'article en donnant les références utiles à sa vérifiabilité et en les liant à la section « Notes et références ».
Maillots
Le Club sportif Grevenmacher est un club luxembourgeois de football basé à Grevenmacher.
Le club a été champion du Luxembourg en 2003.

## Historique
- 1909 : fondation du club sous le nom de Stade Mosellan Grevenmacher
- 1919 : le club est renommé CS Grevenmacher
- 1940 : le club est renommé FK Grevenmacher
- 1944 : le club est renommé CS Grevenmacher
- 1994 : 1re participation à une Coupe d'Europe (C3, saison 1994/95)

## Bilan sportif

### Palmarès
- Championnat du Luxembourg
  - Champion : 2003
- Coupe du Luxembourg de football
  - Vainqueur : 1995, 1998, 2003, 2008
  - Finaliste : 1951, 1953, 1954, 1959, 2010

### Bilan européen
Note : dans les résultats ci-dessous, le score du club est toujours donné en premier
| Saison    | Compétition         | Tour              | Club                  | Domicile | Extérieur | Total  |
| --------- | ------------------- | ----------------- | --------------------- | -------- | --------- | ------ |
| 1994-1995 | Coupe UEFA          | Tour préliminaire | Rosenborg BK          | 1 - 2    | 0 - 6     | 1 - 8  |
| 1995-1996 | Coupe des coupes    | Tour préliminaire | KR Reykjavik          | 3 - 2    | 0 - 2     | 3 - 4  |
| 1996-1997 | Coupe UEFA          | Tour préliminaire | Dinamo Tbilissi       | 2 - 2    | 0 - 4     | 2 - 6  |
| 1997-1998 | Coupe UEFA          | Tour préliminaire | Hajduk Split          | 1 - 4    | 0 - 2     | 1 - 6  |
| 1998-1999 | Coupe des coupes    | Tour préliminaire | Rapid Bucarest        | 2 - 6    | 0 - 2     | 2 - 8  |
| 2000-2001 | Coupe UEFA          | Tour préliminaire | HJK Helsinki          | 2 - 0    | 1 - 4     | 3 - 4  |
| 2001-2002 | Coupe UEFA          | Tour préliminaire | AEK Athènes           | 0 - 2    | 0 - 6     | 0 - 8  |
| 2002-2003 | Coupe UEFA          | Tour préliminaire | Anorthosis Famagouste | 2 - 0    | 0 - 3     | 2 - 3  |
| 2003-2004 | Ligue des champions | Premier tour Q    | Leotar Trebinje       | 0 - 0    | 0 - 2     | 0 - 2  |
| 2004      | Coupe Intertoto     | Premier tour      | Tampere United        | 1 - 1    | 0 - 0     | 1 - 1E |
| 2006      | Coupe Intertoto     | Premier tour      | FC Nitra              | 0 - 6    | 2 - 6     | 2 - 12 |
| 2008-2009 | Coupe UEFA          | Premier tour Q    | FH Hafnarfjörður      | 1 - 5    | 2 - 3     | 3 - 8  |
| 2009-2010 | Ligue Europa        | Premier tour Q    | Vėtra Vilnius         | 0 - 3    | 0 - 3     | 0 - 6  |
| 2010-2011 | Ligue Europa        | Deuxième tour Q   | Dundalk FC            | 3 - 3    | 1 - 2     | 4 - 5  |
| 2012-2013 | Ligue Europa        | Deuxième tour Q   | KF Tirana             | 0 - 0    | 0 - 2     | 0 - 2  |

Légende
- Victoire ou qualification pour le tour suivant
- Match nul
- Défaite ou élimination de la compétition

## Anciens joueurs
- Nico Funck
- Marc Oberweis
- Théo Scholten
- Thomas Wolf
- Jonathan Joubert
- Thierry Pauk
- Serge Thill